# Lilium henryi

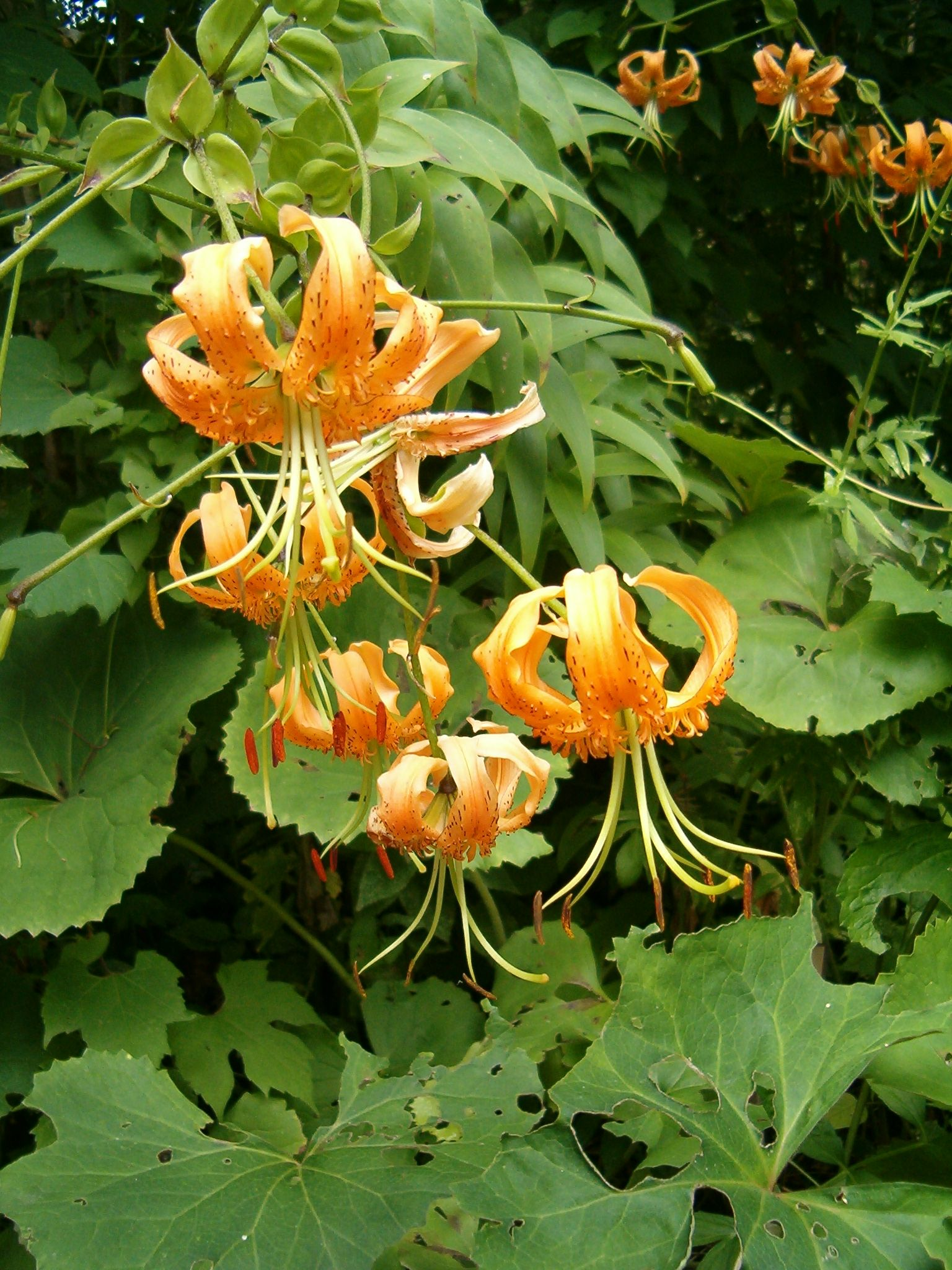
Lilium henryi.

Lilium henryi ( em chinês (湖北百合=Húběi bǎihé) é uma espécie de planta com flor, pertencente à família Liliaceae. É nativa da área montanhosa central da República Popular da China, províncias de Guizhou, Hubei e Jiangxi.
O nome da planta é uma homenagem ao médico irlandês Augustine Henry (1857-1930), que coletou plantas na China e em Taiwan.